# Нојнбург ворм Валд
Нојнбург ворм Валд (њем. Neunburg vorm Wald) град је у њемачкој савезној држави Баварска. Једно је од 33 општинска средишта округа Швандорф. Према процјени из 2010. у граду је живјело 8.120 становника. Посједује регионалну шифру (AGS) 9376147.

## Географски и демографски подаци
Нојнбург ворм Валд се налази у савезној држави Баварска у округу Швандорф. Град се налази на надморској висини од 398 метара. Површина општине износи 110,2 km². У самом граду је, према процјени из 2010. године, живјело 8.120 становника. Просјечна густина становништва износи 74 становника/km².